# Menfi
Menfi é uma comuna italiana da região da Sicília, província de Agrigento, com cerca de 12.760 habitantes. Estende-se por uma área de 113 km², tendo uma densidade populacional de 113 hab/km². Faz fronteira com Castelvetrano (TP), Montevago, Sambuca di Sicilia, Santa Margherita di Belice, Sciacca.

## Demografia
| Variação demográfica do município entre 1861 e 2011                               |
|                                                                                   |
| Fonte: Istituto Nazionale di Statistica (ISTAT) - Elaboração gráfica da Wikipedia |